# Пелорус Джек

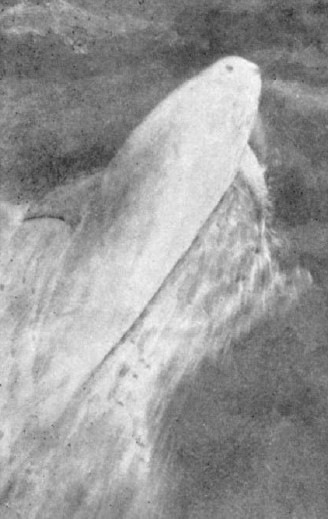
1909. Фотографія К. Ф. Посту

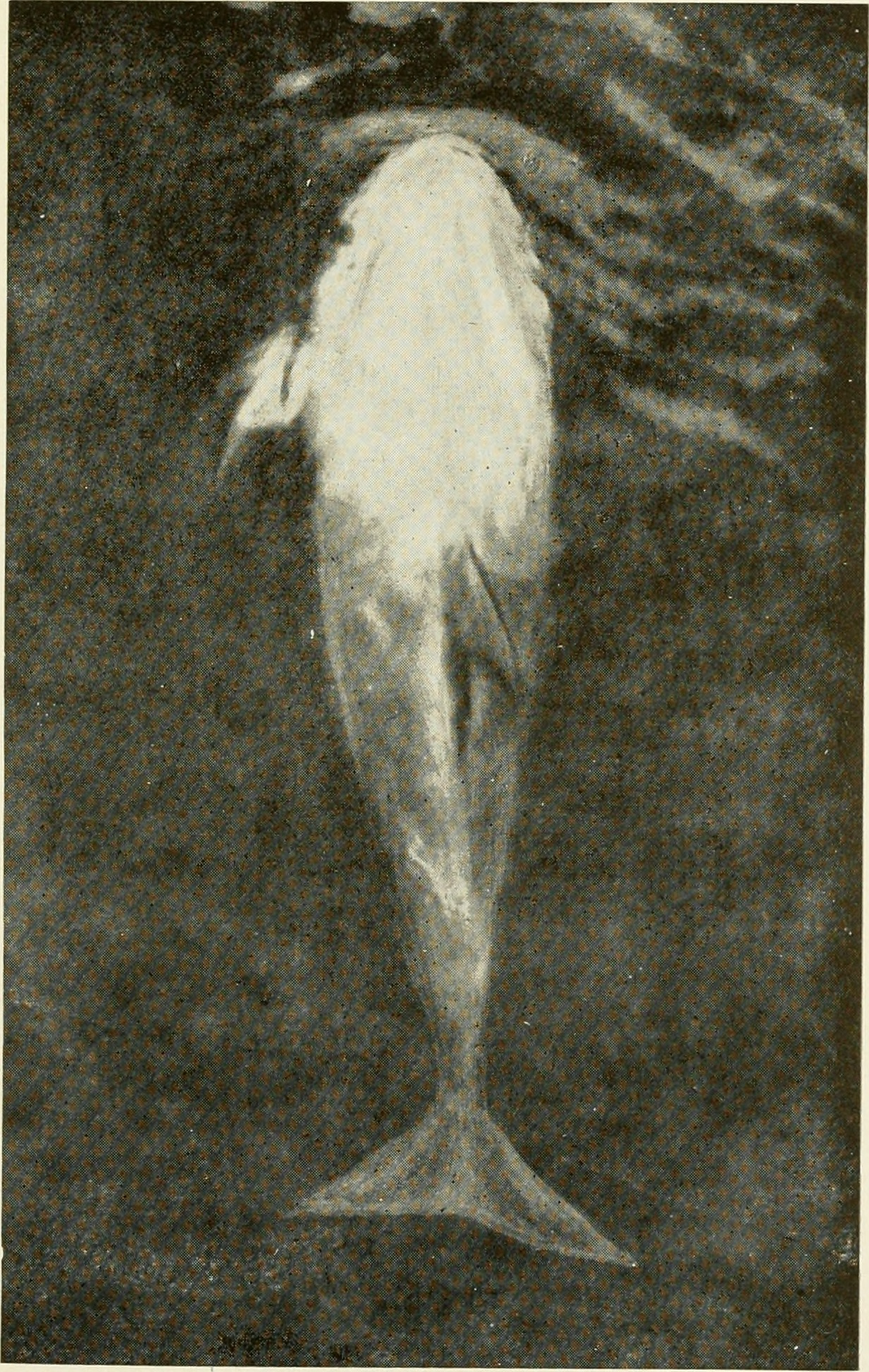
Пелорус Джек. Фотографія А. Пітта

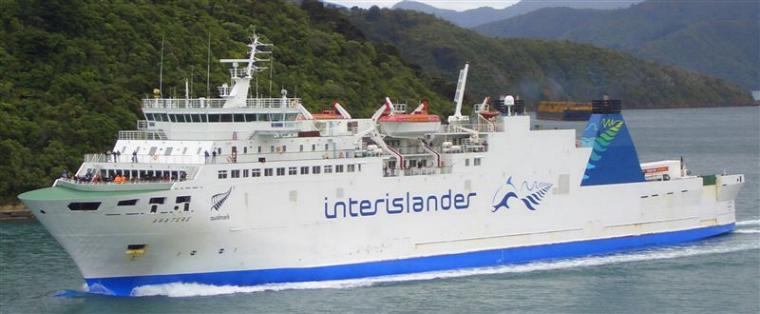
Пором з логотипом із зображенням Пелорус Джека

Пелорус Джек (англ. Pelorus Jack; бл.1888 — квітень 1912) — сірий дельфін, що близько чверті століття супроводжував судна, котрі перетинали протоку Кука, між Південним і Північним островами Нової Зеландії, предмет наукових досліджень і новозеландська пам'ятка, що привертала туристів з різних країн. Перша морська тварина, яку взято під охорону урядом .

## Опис
Пелорус Джек належав до нетипового для вод Нової Зеландії виду сірих дельфінів (лат. Grampus griseus) — в той час в цих водах спостерігалося лише 12 подібних особин. Стать тварини не було встановлено (імовірно дельфін був чоловічої статі, проте дослідник життя і поведінки дельфінів Ентоні Олперс (англ. Antony Francis George Alpers) вказує, що коректніше було б його називати в середньому роді) .
За різними даними, довжина тулуба Пелорус Джека становила близько 9-15 футів (2,7-4,5 м). У нього була велика кругла голова, маленькі спинний і грудні плавці і потужний хвіст. Тіло було білим або світло-сірим, з сірими смугами і плямами. Забарвлення Пелорус Джека було не цілком типовим для цього виду дельфінів, дослідники-сучасники припускали, що він альбінос, пізніше було встановлено, що сірі дельфіни сивіють з віком .
У зібраних дослідниками свідченнях очевидців фігурують різні описи Пелорус Джека — присутні вказівки на темно- і світло-сірий, білий і кремового забарвлення. Згідно зі спогадами різних спостерігачів, Пелорус Джек був «світло-сірим з довгими смугами уздовж спини», «білим або кремовим, з трохи темнішою спиною», «білим з плямами», «світло-сірим», «темно-сірим», «сірим з кремовими цятками і темнішими безладно розкиданими жовтими плямами» .
Дослідники пояснюють розбіжності в описах різних освітленням, залежних від погоди і часу доби, суб'єктивністю сприйняття кольору, короткочасністю спостережень внаслідок недовгого перебування дельфіна над водою, різним віком об'єкта спостереження, похибками пам'яті очевидців .

## Ім'я
Згідно зі свідченнями сучасників, дельфін отримав ім'я Пелорус Джек близько 1895 року, до того нетиповий в новозеландських водах екземпляр морської тварини називали «великою білою рибою». Відзначаючи, що стать дельфіна визначено не було, очевидець Г. В. Веббер вказував, що можливо доречніше було б ім'я Пелорус Джилл (англ. Pelorus Jill).
Походження першої частини імені пов'язане з проживанням дельфіна в околицях протоки Пелорус. На підставі свідчень сучасників Ентоні Олперс зводить другу частину імені дельфіна до традиції китобоїв (мешкав в тих же водах кит, описаний в заснованому на реальних подіях романі Германа Мелвілла «Мобі Дік», носив ім'я Новозеландський Джек (англ. New Zealand Jack)) .

## Біографія і діяльність

### Поява
Вперше дельфін виплив назустріч судна «Brindle» в 1888 році на підході до протоки Френч-Пасс. Члени команди збиралися загарпунити його, але втрутилася дружина капітана. Дельфін супроводжував судно кілька годин.
Протягом двох десятиліть в різний час доби дельфін регулярно зустрічав судна по протоці Кука і супроводжував їх .

### Інцидент з «Пінгвіном»
У 1904 році з борту судна «Пінгвін» був зроблений постріл в Пелорус Джека. За одними відомостями, дельфін був поранений, за іншими — постріл прийшовся повз. Після інциденту дельфін пропав на кілька тижнів, але потім знову з'явився в протоці і повернувся до свого заняття. Однак відтоді Пелорус Джек ігнорував «Пінгвіна», як і раніше супроводжуючи інші судна. Коли «Пінгвін» заходив в протоку, дельфін зникав .
Легенда пов'язує цю історію з крахом «Пінгвіна» в протоці Кука 12 лютого 1909 року — наймасштабнішою морською катастрофою в Новій Зеландії в XX столітті, що призвела до загибелі 75 осіб .

### Закон про охорону
Після події із стріляниною з борта «Пінгвіна» на прохання мешканців колонії було прийнято закон про охорону тварини. Документ під назвою «Заборона промишляти дельфінів Рісс в протоці Кука» був підписаний губернатором колонії лордом Планкетом і видано 26 вересня 1904 року від імені короля і Таємної ради Нової Зеландії. Оскільки за законом морського рибальства 1894 року заборонне право губернатора поширювалося тільки на рибний промисел, в формулюванні документа про охорону була використана виверт: Пелорус Джек проходив під назвою «риба або тварина» .
Заборона промишляти дельфінів Рісс в протоці Кука

<…>

1. Протягом п'яти років з моменту офіційного опублікування цих постанов забороняється законом полювати на рибу або тварина виду, зазвичай відомого під назвою дельфіна Рісс (Grampus griseus), в водах протоки Кука або затоках, бухтах і естуаріях, прилеглих до неї.
2. Якщо хто-небудь порушить цю постанову, його чекає штраф не менше п'яти фунтів і не більше ста фунтів.
— Дано в Резиденції губернатора в Веллінгтоні, 26 вересня 1904 року в присутності його превосходительства губернатора
Закон мав п'ятирічний термін дії і продовжувався протягом життя Пелорус Джека.

### Зникнення
У березні 1911 року газети повідомили про загибель Пелорус Джека — тіло схожого на нього дельфіна було знайдено біля острова Д'Юрвіль. Але незабаром вийшло спростування — команда пароплава «Патена» сповіщала, що дельфіна помітили на колишньому місці і він пустував як ніколи .
Пелорус Джек зник в квітні 1912 року. Про його зникнення ходили різні чутки, найпоширеніша була версія загибелі від рук гарпунерів норвезької китобійної флотилії, що не знали про існування закону про його охорону. Дослідники вважають імовірнішою природну смерть дельфіна від старості .